# Huaying
Huaying (华蓥市S, Huáyíng ShìP) è una città-contea della Cina, situata nella provincia di Sichuan e amministrata dalla prefettura di Guang'an.